# Trasporti nei Paesi Bassi
Questa voce raccoglie le principali tipologie di trasporti nei Paesi Bassi.

## Sistema Ferroviario

### Rete ferroviaria
- totale: 2.812 km.
- a scartamento standard: 2.812 km con uno scartamento di 1,435 m (2.064 km elettrificati) (2008)

### Reti metropolitane

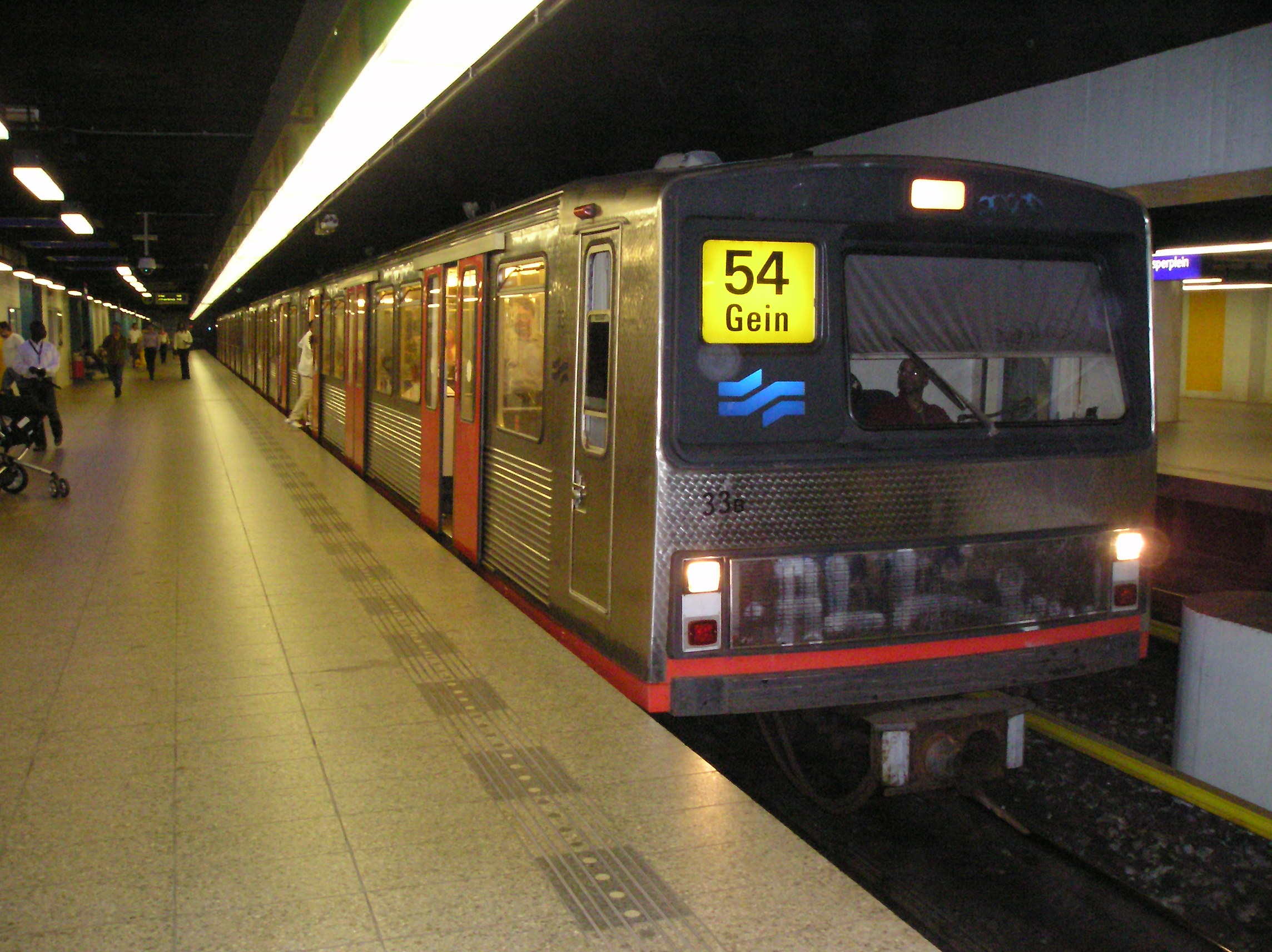
Amsterdam Metro

Le città dove è presente la metropolitana nei Paesi Bassi sono:
- Amsterdam, Diemen, Ouder-Amstel, dove i trasporti sono gestiti da Gemeentelijk Vervoer Bedrijf
- Rotterdam, Schiedam, Spijkenisse, Albrandswaard, Capelle aan den IJssel, gestiti da Rotterdamse Elektrische Tram

### Reti tranviarie
Quasi tutte le principali città nei Paesi Bassi, hanno una rete tramviaria

### Collegamenti ferroviari con paesi confinanti
- Belgio
- Germania

## Sistemi filoviari
- Rete filoviaria di Arnhem, dal 1949

In passato disponevano di una rete filoviaria anche Groninga, dal 1927 al 1965, e Nimega, dal 1952 al 1969,

## Sistema stradale, autostradale, tangenziali

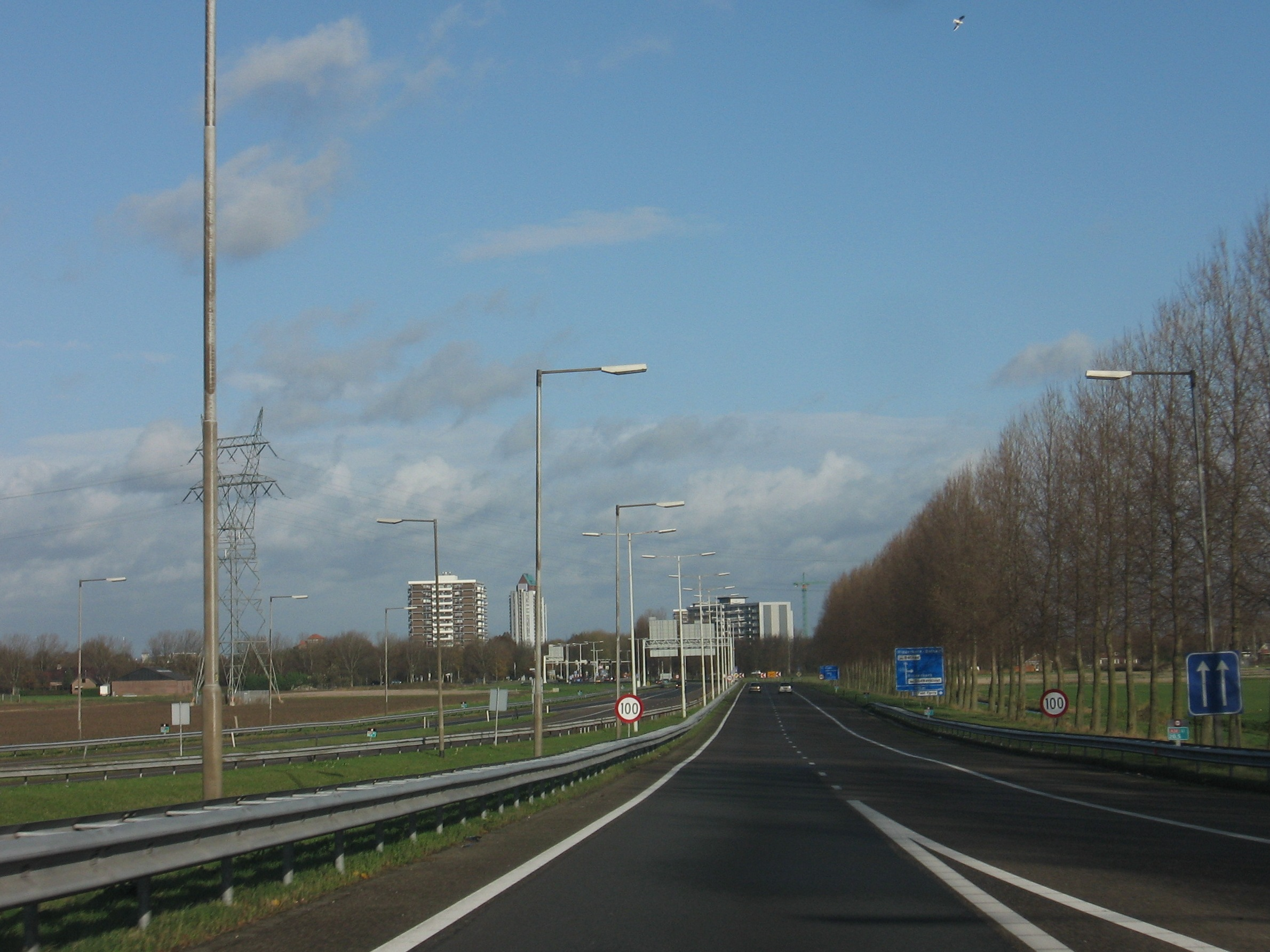
autostrada A38

- totali: 135,470 km (2.582 di Autostrade) (2007)

Tutte le strade nei Paesi Bassi sono asfaltate.

## Idrovie
Sono presenti 6.215 km di acque navigabili. (2007)

## Porti
Amsterdam, IJmuiden, Rotterdam, Terneuzen, Vlissingen

## Aeroporti

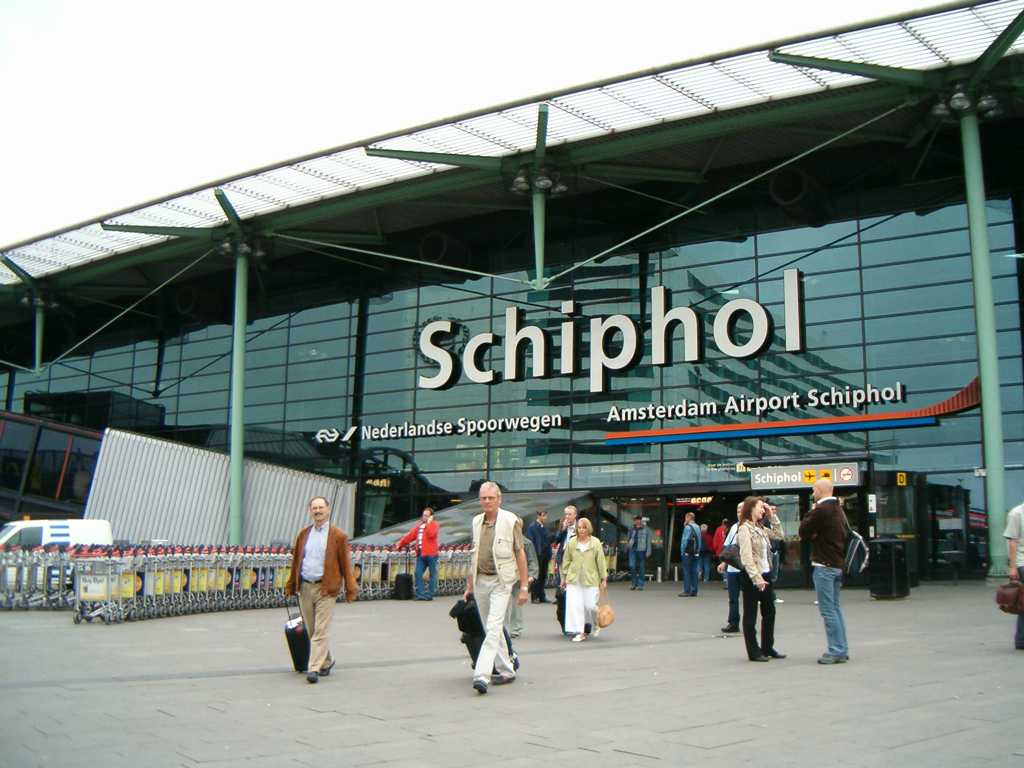
Aeroporto di Amsterdam-Schiphol

In totale: 27 (2009)

### Aeroporti con piste asfaltate
- totale: 20

Lunghezza piste:
- oltre 3.047 m: 2
- tra 2.438 e 3.047 m: 9
- tra 1.524 e 2.437 m: 3
- tra 914 e 1.523 m: 5
- sotto i 914 m: 1

### Aeroporti con piste non asfaltate
- totale: 7

Lunghezza piste:
- tra 914 e 1.523 m: 3
- sotto 914 m: 4

### Eliporti
In totale: 1 (2009)